# Bryograpta kogii
Bryograpta kogii là một loài bướm đêm trong họ Noctuidae.